# Хантетелько
Хантетелько (исп. Jantetelco) — посёлок и административный центр одноимённого муниципалитета в мексиканском штате Морелос. Численность населения, по данным переписи 2010 года, составила 4645 человек.

## Общие сведения
Название Jantetelco происходит из языка науатль и его можно перевести как: груда кирпичей.